# دانيال بيتس
دانيال بيتس (بالإنجليزية: Daniel Betts)‏ هو ممثل بريطاني، ولد في 10 ديسمبر 1971 في المملكة المتحدة.

## أعمال

### أفلام
- (2017) آلة حرب

## وصلات خارجية
- دانيال بيتس على موقع IMDb (الإنجليزية)
- دانيال بيتس على موقع ألو سيني (الفرنسية)
- دانيال بيتس على موقع قاعدة بيانات الفيلم (الإنجليزية)